# Ivanhoé
Ivanhoé (título original en francés; en español, Ivanhoe) es una ópera en tres actos con música de Gioachino Rossini y libreto en francés de Émile Deschamps y Gabriel-Gustave de Wailly, ayudados por su comitente, el editor Antonio Pacini; se basa en la novela de Walter Scott Ivanhoe. Se estrenó en el Teatro del Odéon de París el 15 de septiembre de 1826, pocas semanas antes de ponerse en escena - el 9 de octubre - Le siège de Corinthe. 
La música utilizada para la partitura no era, excepto la introducción, original, sino que procedía de otras óperas y fueron para la ocasión revisitada y adaptada al modo de pastiche por el mismo Rossini (que, al menos oficialmente, habría consentido una operación análoga con ocasión de la puesta en escena de Robert Bruce). 
Después de ser repetida un par de veces en virtud del éxito en la primera ejecución, acabó en el olvido, para ser rcuperada sólo en 1990 por el Teatro dell'Opéra de Montpellier.